# Province cartusienne de Picardie
Ne doit pas être confondu avec la province cartusienne de Picardie du Nord (Province cartusienne de Teutonie).
Ne doit pas être confondu avec Picardie (province).
La province de Picardie de l'ordre des chartreux, en latin : Provincia Picardiae, est créée au chapitre général de 1332.
Pour l’ordre des Chartreux, la définition des provinces correspond à un groupe de maisons et non à un espace géographique.
En 1411, la province de Picardie se partage en deux, l'une reçoit le nom de province de Picardie rapprochée, Picardia propinquior, et l'autre prend celui de Picardie éloignée ou extérieure ou encore Picardie du Nord, en latin : Provincia Picardiae remotioris. Après 1474, cette dernière est appelée Teutonie, latin : Provincia Teutoniae.

## Liste des chartreuses de la Picardie (rapprochée)
Par date de fondation :
- Le Montdieu 1136-1790
- Val-St-Pierre 1140-1790
- Valenciennes 1288-1566  (transfert à proximité, 1575-1790)
- Val-Sainte-Aldegonde (St-Omer) 1299-1792
- Abbeville 1300-1790
- Noyon (Mont-Renaud) 1308-1790
- Gosnay (Val-St-Esprit) 1320-1790
- Montreuil 1324-1901
- Gosnay (Mont-Sainte-Marie) 1329-1790
- Tournai 1376-1783
- La Boutillerie 1618-1790
- Douai 1662-1790
- Le Gard 1871-1906 (transfert à Burdinne)

## Visiteurs de la province de Picardie
- 1336 : Pierre Du Fay (ou Du Faug), prieur de Pomier  (1335-1339), visite la province de Picardie en 1336[1].

- 1504: Jean du Chastel ou du Chasteau, prieur de Val-Saint-Esprit (1494 ?-1498 ?) puis de Saint-Omer 1498-1519, convisitatorprovinciœ en 1502, premier visiteur en 1504, sans quitter la charge de prieur, il est envoyé faire la visite de la province cartusienne d'Angleterre, en 1506.

- 1546-1554 : Pierre Leblond, prieur de Noyon, convisiteur.

- 1560-1566 : Bernard Carasse , prieur de Mont-Dieu, convisiteur en 1557 , et visiteur de 1560 à 1566;

- 1586 : Jean de l'Ecluse (†1610), prieur de Valenciennes (1557-1610), visiteur en 1586[2].

- 1585 : Louis Lemirrhe , prieur d’Abbeville, convisiteur.

- Pierre Serval (†1620), né à Reims; chanoine et archidiacre de cette Eglise; élu député du clergé rémois aux états généraux, le 18 décembre 1590; obtient son congé de l'assemblée le 2 août 1593; novice en Chartreuse en octobre suivant; profès le 6 octobre 1594; en mission pour l'ordre en Italie, en Belgique, en Hollande et en Espagne; scribe de Chartreuse ; prieur de Lyon de 1600 à 1601, de Mont-Dieu en 1601 ; visiteur de Picardie; envoyé par le général à Lyon pour y reconstituer la vie régulière le 3 octobre 1616; recteur de cette maison de 1616 à 1619; retiré à Poleteins; décédé dans cette maison le 14 août 1620[3].

- ~1619 : Martin Bleneau, prieur de  Val-Saint-Pierre, visiteur de la province de Picardie[4]

- 1627 : Pierre Lyon, prieur de Valenciennes  et visiteur de la province de Picardie[4]

- ~1655 : Bernard Pamard, prieur de Valenciennes et convisiteur de la province[5].

- ~1665 : Lebrot[6].

- ~1679 : Michel Dubus, prieur de Tournai, convisiteur et visiteur[4].

- Innocent Le Masson (1627-1703), né à Noyon, profès, puis prieur de la chartreuse de Noyon en 1663, co-visiteur de la province de Picardie en 1672, général de l'ordre des Chartreux en 1675[7].

- ~1734 :Jérôme de Flingues, prieur de la chartreuse de Noyon, visiteur de la province de Picardie.